# Юрій Петкович (єпископ)
Юрій Петкович, або Єжи Петкевич чи Юргіс Петкунас гербу Дзялоша (лат. Georgius Petcunius, пол. Jerzy Pietkiewicz, лит. Jurgis Petkūnas, пом. 1574) — литовський римо-католицький діяч XVI століття, єпископ жемайтський (1567—1574). Здобув медичну освіту в університетах Німеччини та Італії. Попри відсутність теологічної науки, 14 листопада 1567 року був поставлений біскупом. У спадок йому дісталась вельми занехаяна дієцезія, де налічувалось ледве 20 священників, й завелось чимало протестантів. Ю. Петкович — перший жемайтський ієрарх, що заходився втілювати у життя контрреформаційні постанови Тридентського собору.

## Життєпис
Юрій правдоподібно народився в Ейшишках у заможній литовській шляхетській сім'ї. Син Миколая Петковича (хоча у переписі литовського війська за 1528 р. імені батька не згадано), ще дитиною осиротів. Студіював в університетах Вінтербергу, Падуї та Феррари, вдало склав rigorosum et tremendum examen й 27 травня 1556 року дістав диплом доктора медицини. Повернувшись на батьківщину, влаштувався лікарем до тогочасного жемайтського біскупа Яна Домановського, а заразом магната Миколая Радзивілла «Чорного», прихильника кальвіністів. Одна анонімна сатира від 1558 р. приписувала Петковичу надання послуг за фахом навіть самому королю.
Церковна кар'єра розпочалася з посади каноніка капітули у містечку Мідники, нині Ворни (лит. Varniai), де саме розміщувався єпископський осідок. Поет-іспанець Петро Роїзій у праці Chiliastichon зауважував його поетичну вправність і гуманістичну освіченість. По смерті Домановського Петкович зробився каноніком у Вільні (сталось це 3 листопада 1563). На гродненському сеймі 1566/67 р. його укупі з віленським тивуном Станіславом Нарушевичем було призначено «головним бірчим» податків на війну з Московською державою. На тім посту він справувався до наступного скликання сейму в 1568.
30 січня 1567 р. великий князь Сигізмунд Август надіслав до Папи Пія V листа з просьбою перевести Вікторина Вербицького з Жмуді на вакантну Луцьку кафедру, а натомість висвятити Юрія Петковича. В Римі прохання задовольнили, знехтувавши відсутністю у претендента необхідної богословської освіти з огляду на iis eruditus est litteratus et fecit professionem fidei, ipsum que illi. Хіротонію звершив Валер'ян Протасевич.
Доручена Петковичу єпархія пустувала без владики вже четвертий рік, її стан був відверто занедбаний, вірянами стрімко ширились ідеї Реформації, а між членами капітули точилися сварки. Діяльність біскупа, далебі, мало чим примітна, за винятком будівництва однієї нової церкви в Кведарні (1569). Певно, він любив проводити більшість часу не стільки на Жмуді, скільки у Вільні.
Як представник ВКЛ Петкович підписав Люблінську унію 1569 року. В липні 1570 послував до Риги. 26 вересня 1572, тобто в час безкоролів'я, брав участь у спільному засіданні віленського й троцького сеймиків, проведеному в Рудниках. На нім було ухвалено рішення віддати декотрі замки й королівські двори в заставу під збір коштів, необхідних для оборони східних рубежів країни. В той самий час Ю. Петкович виступив співавтором проєкту листа частки литовської знаті до російського царя Івана IV Грозного з пропозицією звести на віленський престол його сина, — царевича Федора.
Тестаментом, датованим 21 травня 1574, владика пожертвував частину статку на реставрацію віленського бернардинського костелу, передав костелу у Мідниках релігійні полотна з Нідерландів, літургійне начиння та церковницькі вбрання, а також виділив 1700 коп грошей научувати 12 парубків в столичному єзуїтському колегіумі. Виконання заповіту було покладене на Валер'яна Протасевича, єзуїта Станіслава Варшевського та небожа Петра Петковича. Останнього він роком раніше вивищив з паламаря до каноніка мідницької капітули й наділив парафіями в Бетиголі та Відуклях. Утім, племінник не надто переймався душпастирством, мешкаючи переважно у Вільні.
Помер в липні 1574 року, похований у склепі кафедрального собору святих апостолів Петра і Павла в нинішніх Ворнах.

### Оцінки
Перед тим, як Петковича призначили жемайтським ієрархом, кардинал Мікеле Бонеллі нарікав у листах, що він має дві небажані риси — відносно низьке походження й пристрасть до алкоголю в кількостях, надмірних як для представника духовного сану.
П. Роїзій присвятив йому вірші Ad Georgium Petcunium episcopum Samogitiae й, певно, In quendam antistitem, де висміяв байдужість клірика до церковних справ і захоплення радше полюванням. Альберт Віюк-Коялович же стверджував, що при ньому дієцезія настільки запустіла, що нараховувала лише семеро плебанів. Закид останнього вкорінився в історіографії, однак, на думку Зенонаса Івінскіса, він є надто критичним. За оцінками литовського історика дієцезія на ділі мала від 17 до 20 священників.